# Leucoagaricus rubrotinctus

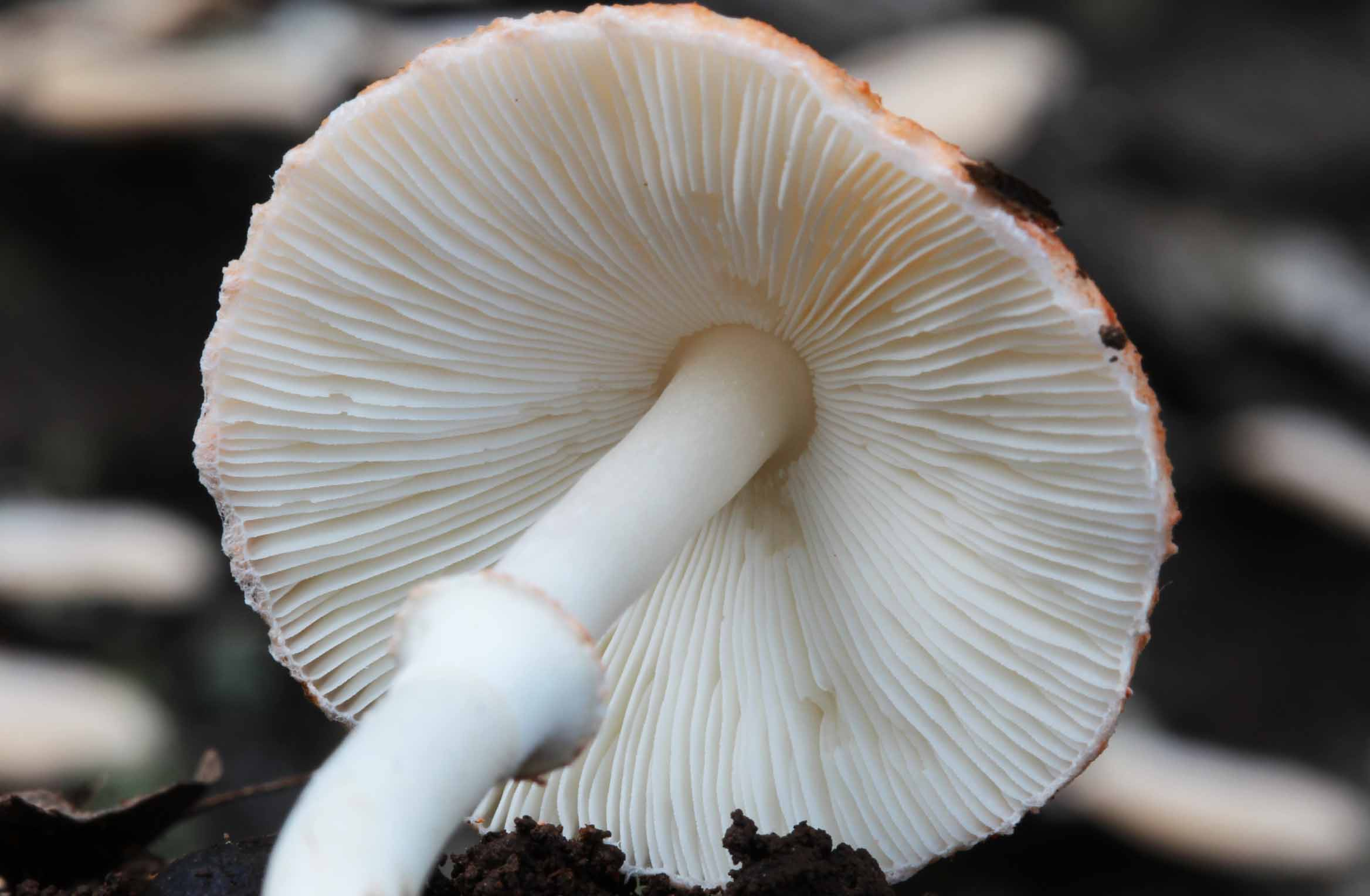

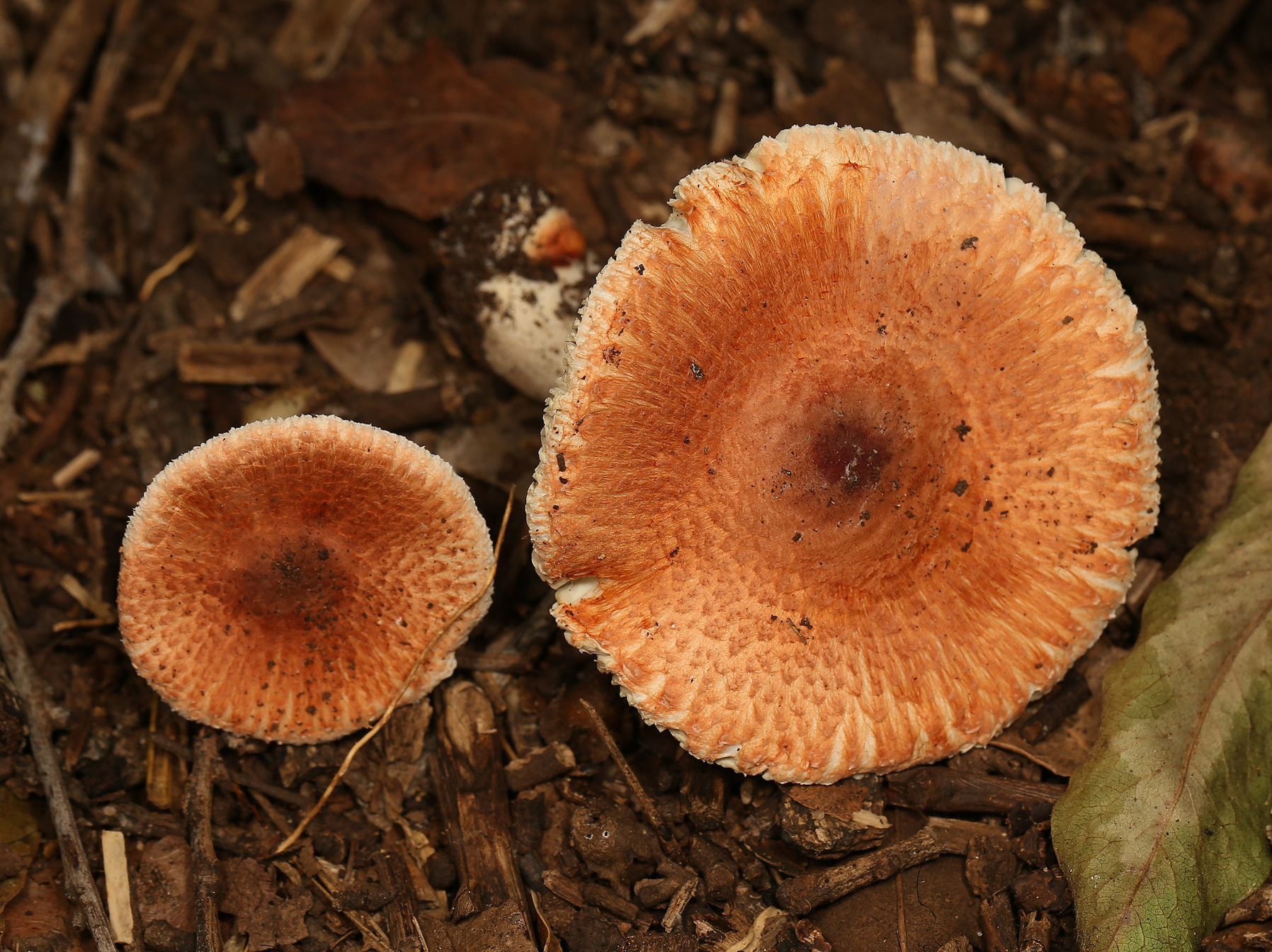

Leucoagaricus rubrotinctus (Peck) Singer – gatunek grzybów z rodziny pieczarkowatych (Agaricaceae).

## Systematyka i nazewnictwo
Pozycja w klasyfikacji według Index Fungorum: Leucoagaricus, Agaricaceae, Agaricales, Agaricomycetidae, Agaricomycetes, Agaricomycotina, Basidiomycota, Fungi.
Po raz pierwszy opisał go w 1891 r. Charles Horton Peck nadając mu nazwę Lepiota rubrotincta. Obecną, uznaną przez Index Fungorum nazwę nadał mu Rolf Singer w 1948 r. Synonimy:
- Agaricus rubrotinctus Peck 1884
- Lepiota rubrotincta Peck 1891[2].

## Morfologia
Kapelusz
Średnica 3–6 cm, początkowo jajowaty, później szeroko wypukły z płytkim garbem, lub całkiem płaski. Brzeg bez prążkowania, ale u starszych okazów czasami popękany. Powierzchnia sucha, różowa do różowawo-pomarańczowej lub pomarańczowo-brązowej, z ciemniejszym środkiem, pokryta różowawo-brązowymi lub czerwono-brązowymi, promienistymi włókienka i łuski na tle od białawego do bladobrązowego lub pomarańczowego. Środek wyraźnie ciemniejszy, czerwonawo-brązowy.
Blaszki
Wolne, ze sporadycznie występującymi międzyblaszkami, miękkie, białe i nie zmieniające barwy po uszkodzeniu.
Trzon
Wysokość 3–10 cm, grubość 0,5–1 cm; cylindryczny lub z maczugowatą podstawą. Powierzchnia sucha, naga z białym pierścieniem, często mającym pomarańczowo-brązowy lub czerwono-brązowybrzeg. Podstawa z białą grzybnią.
Miąższ
Biały, nie zmieniający barwy po uszkodzeniu, bez wyraźnego zapachu i smaku.
Cechy mikroskopowe
Zarodniki 6–9 × 4–5 µm, elipsoidalne lub nieco nieregularne, gładkie, grubościenne, w KOH szkliste, w odczynniku Melzera dekstrynoidalne. Cheilocystydy liczne i ciasno upakowane, 30–50 × 5–10 µm, cylindryczne lub czasami półkoliste lub wrzecionowate, gładkie, w KOH szkliste, cienkościenne. Pleurocystyd brak. Skórka kapelusza typu trichoderma, zbudowana z gładkich, w KOH szklistych, bezsprzążkowych strzępek o szerokości 5–10 µm z cylindrycznymi komórkami końcowymi o zwężonych wierzchołkach.

## Występowanie i siedlisko
Leucoagaricus rubrotinctus występuje na niektórych wyspach i wszystkich kontynentach poza Antarktydą. Najwięcej stanowisk podano w Ameryce Północnej. Brak go w opracowaniu Władysława Wojewody z 2003 roku, ale podano jego stanowiska w późniejszych latach.
Grzyb saprotroficzny. Występuje samotnie, w rozproszeniu lub gromadnie w lasach liściastych lub iglastych, czasami także na pryzmach kompostu.
Jest grzybem jadalnym.